# Rated PG
Rated PG ist das dritte Kompilationsalbum und das zwanzigste Album insgesamt mit Liedern für Film-Soundtracks des englischen Singer-Songwriters und Rock-Musikers Peter Gabriel.

## Veröffentlichung
Es wurde am 13. April 2019 von Real World Records veröffentlicht.

## Hintergrund
Die Auswahl der Titel umfasst Musik aus mehr als 30 Jahren, die für die einzelnen Filme geschaffen wurde, wobei Walk Through the Fire aus dem Jahr 1984 der früheste und Everybird aus dem Jahr 2017 der jüngste Titel ist. Der Titel des Albums ist eine humorvolle Anspielung auf eine der Altersfreigaben für US-amerikanische Filme.
Ursprünglich wurde das Album nur auf Vinyl als Picture Disc in limitierter Auflage am Record Store Day (13. April 2019) veröffentlicht, wurde aber bereits später im gleichen Monat am 26. April 2019 in digitalen Stores und auf Streaming-Diensten veröffentlicht, um der Nachfrage gerecht zu werden. Eine digitale Single, This is Party Man, wurde bereits vor dem Album veröffentlicht. Es handelt sich dabei um eine neue Version des Liedes mit einem neuen Text von Peter Gabriel. Am 12. Juli 2019 wurde ein Video zu Everybird veröffentlicht, in dem Aufnahmen aus dem Animationsfilm Birds Like Us zu sehen sind, für den das Lied ursprünglich von Peter Gabriel geschrieben wurde. Im Mai 2020 wurde bekannt gegeben, dass das Album am 12. Juni 2020 auch auf normaler Schallplatte und CD erscheinen wird.

## Inhalt
Das Album enthält viele unveröffentlichte Titel, von denen einige alternative Versionen von zuvor veröffentlichten Liedern sind. Die bisher in jeglicher Form außerhalb ihrer jeweiligen Filme unveröffentlichten Lieder sind Everybird, Speak (Bol) und Nocturnal.

## Titelliste
Alle Lieder wurden von Peter Gabriel geschrieben, sofern nicht anders angegeben.
1. That'll Do (geschrieben von Randy Newman) (aus Babe: Pig in the City von George Miller), (Soundtrack) – 3:56[Anm. 1]
2. Down to Earth (Text von Peter Gabriel, Musik von Peter Gabriel und Thomas Newman) (aus WALL-E von Andrew Stanton), (Soundtrack) – 5:58[Anm. 2][13][14][15][16]
3. This is Party Man (geschrieben von Peter Gabriel, George Acogny und Tori Amos) (aus Virtuosity von Brett Leonard), (Soundtrack) – 6:36
4. The Book of Love (geschrieben von Stephin Merritt) (aus Shall We Dance? von Peter Chelsom), (Soundtrack) – 3:38
5. Taboo (geschrieben von Peter Gabriel und Nusrat Fateh Ali Khan) (aus Natural Born Killers von Oliver Stone), (Soundtrack) – 5:47
6. Everybird (aus Birds Like Us von Faruk Šabanović und Amela Ćuhara), (Soundtrack) – 4:24
7. Walk Through the Fire (aus Against All Odds von Taylor Hackford), (Soundtrack) – 4:03
8. Speak (Bol) (aus The Reluctant Fundamentalist von Mira Nair), (Soundtrack) – 6:33
9. Nocturnal (aus Les Morsures de l'Aube von Antoine de Caunes), (Soundtrack) – 3:47
10. In Your Eyes (aus Say Anything... von Cameron Crowe), (Soundtrack) – 5:07

Gesamtspielzeit: 49:49

## Auslassungen
Die folgenden Peter Gabriel-Titel aus Filmmusiken wurden nicht in die Zusammenstellung auf Rated PG aufgenommen:
- Strawberry Fields Forever (aus All This and World War II von Susan Winslow), (Soundtrack) (1976)[Anm. 3]
- Out Out (aus Gremlins von Joe Dante), (Soundtrack) (1984)
- Lovetown (aus Philadelphia von Jonathan Demme), (Soundtrack) (1993); auch auf Hit
- While the Earth Sleeps (mit Deep Forest, aus Strange Days von Kathryn Bigelow), (Soundtrack) (1995)
- Shaking the Tree 97 (Jungle Version) (aus Jungle 2 Jungle von John Pasquin), (Soundtrack) (1997)[Anm. 4]
- I Grieve (aus City of Angels von Brad Silberling), (Soundtrack) (1998)[Anm. 5]
- Animal Nation (aus The Wild Thornberrys Movie von Cathy Malkasian und Jeff McGrath), (Soundtrack) (2002)[Anm. 6]
- Signal to Noise (Gangs of New York Version) (aus Gangs of New York von Martin Scorsese), (Soundtrack) (2002) – 7:39[Anm. 7]
- Why Don't You Show Yourself? (aus Words With Gods) (2014)[17]

Darüber hinaus enthält das Album kein Material aus Gabriels vollständigen Film-Soundtracks Birdy für den Film Birdy von Alan Parker, Passion: Music for The Last Temptation of Christ für den Film Die letzte Versuchung Christi von Martin Scorsese und Long Walk Home: Music from the Rabbit-Proof Fence für den Film Long Walk Home von Phillip Noyce.

## Mitwirkende

### Musiker
- Atif Aslam – Gesang (8), Urdu-Gesangsarrangement (8)
- Black Dyke Mills Band – Bläser (1)
- Peter Gabriel – Gesang, Produktion (2–10), Arrangement (4)
- Paddy Moloney – Gesang (1)
- Soweto Gospel Choir – Chor-Gesang (2)
- The Worldbeaters (3)

### Technisches Personal
- George Acogny – Produktion (3)
- Mat Arnold – Unterstützung bei den Aufnahmen (2)
- Rod Beale – Tontechnik (3)
- Tchad Blake – Abmischung (2)
- David Bottrill – Produktion (5)
- Richard Chappell – Aufnahme (2), Technik (3, 4, 8, 9), Abmischung (6)
- Richard Evans – Technik (9), Abmischung (9)
- Bob Ezrin – Produktion (1, 4)
- Nick Ingman – Orchestrierung (4)
- Kevin Killen – Technik (10)
- Thomas Newman – L.A. Sessions Produktion (2)
- Nile Rodgers – Produktion (7)
- Daniel Lanois – Produktion (10), Technik (10)
- Peter Sené – technische Unterstützung (4)
- Glenn Tommey – Technik (7)

## Rezeption

### Rezensionen
Cyrille Delanlssays von dem Amarok Magazine schrieb: „Ohne essentiell zu sein, ist Rated PG ein uneinheitliches, aber aufregendes Album für die Reise, die es bietet.“
Stephen Thomas Erlewine von AllMusic schrieb: „Was hier zu hören ist, unterstreicht Gabriels Launenhaftigkeit, seinen Hang zur Zusammenarbeit und seine Leidenschaft für nicht-westliche Musik. Der größte Teil von Rated PG schwelgt in einer unauffälligen, atmosphärischen Stimmung, bevor In Your Eyes, die Single aus dem Jahr 1986, die durch ihre Aufnahme in Cameron Crowes Komödiendrama Say Anything aus dem Jahr 1989 zu einem romantischen Standard wurde, das Album zu einem mitreißenden Abschluss bringt.“
Mark Kennedy von Associated Press schrieb: „Selbst die leidenschaftlichsten Fans wissen vielleicht nicht, dass Gabriel 2012 Musik für das politische Drama The Reluctant Fundamentalist aufgenommen hat. Oder ein Juwel von einem Song in den Animationsfilm Birds Like Us von 2017 eingebaut hat. Da jedes Lied mit dem dazugehörigen Film verbunden ist – von düsteren Dramen bis hin zu niedlichen Animationsfilmen, die alle Jahrzehnte umspannen – ist das neue Album nicht kohärent. Aber als Showcase für einen einzigartigen Künstler ist es ein willkommener Ausflug. Rated PG lässt auch verschollene Tracks wieder auferstehen, die ihre Filme in den Schatten stellten, wie This Is Party Man aus dem vergessenen Denzel-Washington-Streifen Virtuosity von 1995 oder das düstere und glitschige, bisher unveröffentlichte Noctural aus Les Morsures de l'Aube von 2001. Jeder Beitrag auf Rated PG ist reichhaltig und cineastisch. Jeder ist komplex mit World Beats oder clever konstruierten Synthesizern. Jeder funktioniert wie ein großer, besonderer Eckpfeiler, wie die Musik, die während des Filmabspanns spielt, was sie in den Filmen, die sie schmückten, oft tat. Popcorn ist leider nicht enthalten.“

### Charts und Chartplatzierungen
| ChartsChartplatzierungen | Höchstplatzierung | Wochen |
| ------------------------ | ----------------- | ------ |
| Deutschland (GfK)        | 97 (1 Wo.)        | 1      |
| Schweiz (IFPI)           | 37 (2 Wo.)        | 2      |